# Swing (boek)
Swing is een Nederlandstalige jeugdroman, geschreven door Paul Biegel in opdracht van de CPNB als kinderboekenweekgeschenk voor de Kinderboekenweek van 2004. De eerste editie, uitgegeven bij de uitgeverij van de CPNB in Amsterdam, werd geïllustreerd door Thé Tjong King.

## Inhoud
Een kleine Afrikaanse jongen (Joshua) die aan het Victoriameer woont krijgt een trompet die lang geleden door een Westerse missionaris is achtergelaten. Hij speelt er elke dag op, totdat hij wordt opgemerkt door een koning aan de andere kant van het meer. Hij gaat naar het feest van de koning, ondanks de bange voorgevoelens van een meisje (Teri), dat stiekem meereist, De twee maken vele avonturen mee terwijl ze stukje bij beetje de Nijl afzakken tot in Caïro. Het blijkt dat Joshua de enige is die voldoende 'tover' heeft om de trompet te kunnen bespelen. In Caïro ziet een dame uit New York haar kans om heel veel geld te verdienen aan het talent van Joshua. Joshua wordt ten slotte beroemd, maar raakt daardoor zijn tover kwijt. Hij keert terug naar zijn dorp - ooit, zo fluistert men, zal zijn tover terugkeren en zal hij weer op zijn trompet kunnen spelen.